# Isa Theobald
Isa Theobald (* 4. Juli 1977 in Saarbrücken) ist eine deutsche Autorin, Herausgeberin, Lektorin und Übersetzerin.

## Leben und Werk
Isa Theobald ist gelernte Einzelhandelskauffrau, seit 2018 arbeitet sie hauptberuflich als Autorin und Lektorin.
Neben ihren Romanen und ihrer Herausgebertätigkeit hat sie seit 2011 zahlreiche Kurzgeschichten in Anthologien unterschiedlicher Verlage veröffentlicht. Theobald schreibt in verschiedenen Untergenres der Phantastik, von Märchen für Erwachsene bis zu Horror.
Sie ist Mitglied im Phantastik-Autoren-Netzwerk (PAN) wurde 2019 in den erweiterten Vorstand gewählt und ist seit 2021 1. Vorstandsvorsitzende.
2018 war sie Mitglied der Jury vom Phantastik-Literaturpreis Seraph.
Gemeinsam mit Germaine Paulus betreibt sie die Lesebühne „Unterdeck – Das Lesezimmer im Viertel“ in Saarbrücken.
Theobald lebt und arbeitet mit ihrem Mann und zwei Kindern in Saarlouis.

## Werke
Herausgeberin
- Auf fremden Pfaden. Edition Roter Drache, 2017, ISBN 978-3946425168.
- Dunkle Ziffern (gemeinsam mit Fabienne Siegmund und Diana Kinne). Edition Roter Drache, 2019, ISBN 978-3946425601.
- Räubertochters Kinder (gemeinsam mit Markus Heitkamp). Edition Roter Drache, 2020, ISBN 978-3968150086.

Kurzgeschichtensammlung
- 19 – Geschichten aus dem Dazwischen. Edition Roter Drache, 2018, ISBN 978-3946425397.

Kinderbuch
- Tintenphönix (gemeinsam mit Christian von Aster). Edition Roter Drache, 2019, ISBN 978-3946425885.

Artemisia Jones-Reihe
- Requiem für Miss Artemisia Jones (gemeinsam mit David Gray). Edition Roter Drache, 2020, ISBN 978-3968150017.
- Gebet für Miss Artemisia Jones (gemeinsam mit David Gray). Edition Roter Drache, 2022, ISBN 978-3968150314.

Anouk-Reihe
- Ein toter Djinn kommt selten allein. Independent Publishing, 2020, ISBN 979-8575377368.
- Sterben bringt Glück. Independent Publishing, 2021, ISBN 979-8502168106.

Einzelroman
- Tochter der Sterne. Edition Roter Drache, 2020, ISBN 978-3968150116.